# ۸ رمضان
۸ رمضان، هشتمین روز از ماه رمضان در تقویم هجری قمری است.
در تقویم هجری قمری قراردادی این روز دویست و چهل و چهارمین روز سال است.

## درگذشتگان
- ۸۷۵ : شهاب‌الدین حجازی